# 苫小牧川

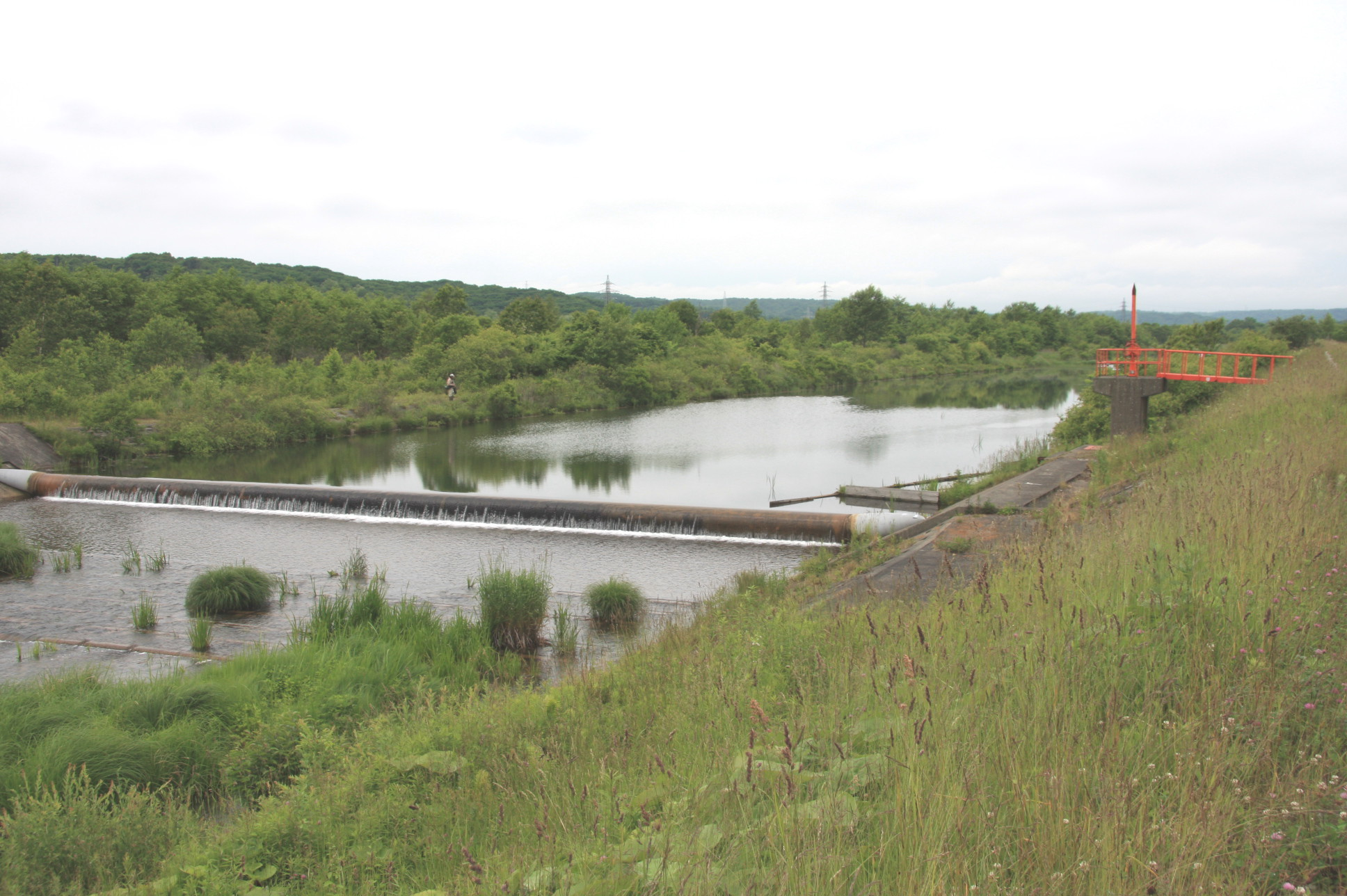
苫小牧川の取水堰と王子取水ひ門
（王子製紙工業用水取水堰）

苫小牧川（とまこまいがわ）は、北海道胆振総合振興局管内を流れ太平洋に注ぐ二級河川。苫小牧川水系の本流である。

## 地理
北海道胆振総合振興局苫小牧市の丸山遠見（樽前山麓）から源を発し、高丘森林公園から王子製紙社有の取水堰を経て有珠川との合流点に達し、元町地区で河口右岸にある苫小牧灯台付近より太平洋に注ぐ。

## 地名由来
アイヌ語で「ト・マコマ・ナイ」（沼の・後ろにある・川）から出たもの。
マコマナイは「山の方・に入ってる・川」と解され、樽前山の奥へ入り込んでる川の意であったものと思われる。

## 利水および治水
かつては王子製紙苫小牧工場の西側を流れ、河口付近で有珠川と合流し高砂町付近で太平洋に注いでいた。1952年、糸井地区の土地改良事業に合わせて有珠川の分川工事が開始。有珠川の下流側に新たに放水路が建設され、1953年以降は別々の川となった。しかし湿地が広っていた鉄北地区の開発が進むと、苫小牧川流域の水害対策の必要性が浮上。河川の流下断面が不足するため、新たに製紙工場の上流側で苫小牧川から有珠川に向けて水路を掘削し、再び同一の河川にする工事を行うこととなった。改修工事は1984年までに完成。この際、有珠川との合流点から下流は苫小牧川に名称変更され、苫小牧川の旧川道敷は遊歩道などに改修されている。現在の流路は住宅地を貫流するため、保全上築堤と護岸が施工され、啓北橋下流には貯水堰が築かれている。また、上流部では、樽前山の噴火災害に備え、遊砂池の整備が進められている。青葉地区の河川敷はパークゴルフ場として利用されている。河口から約4.5km上流にある王子製紙工業用水取水堰は製紙プラント用の工業用水として利水される。かつては工場の排水先でもあり、草創期の1911年には工場の排水（黒液）により環境問題も生じたが解消されている。

### サバナイ沼
苫小牧川流域の山手町一帯は、1960年代までは湿地帯であり、サバナイ沼が広がっていた。サバナイとは沼の所有者の苗字、佐羽内に由来するものである。沼は、コイの養殖のほか、夏はボートや冬はスケートが行われるなど、地域住民の憩いの場、レクレーションの場でもあった。しかし、前述の水害対策の必要性から、1969年以降の河川改修に合わせて、沼の埋め立てが行われることとなり姿を消した。埋め立てに際して、沼に生息していたフナやウグイは、市内樽前地内の錦大沼に移殖されている。

## 流域の自治体
北海道
胆振総合振興局苫小牧市

## 支流
括弧内は流域の自治体
- 有珠川（苫小牧市）

## 主な橋梁
- 苫小牧川橋 - 道央自動車道
- 新川３号橋
- 山手２号橋
- 見山橋
- 松風橋
- 有珠川橋 - 北海道道781号苫小牧環状線
- 啓北橋
- 有珠川橋梁 - JR室蘭本線
- 大成橋
- 寿橋 - 国道36号